# Aleksiej Sieliwierstow
Aleksiej Nikołajewicz Sieliwierstow (ros. Алексей Николаевич Селиверстов; ur. 24 lipca 1976 w Ufie) – rosyjski bobsleista, srebrny medalista olimpijski oraz dwukrotny medalista mistrzostw świata.

## Kariera
Pierwszy sukces w karierze osiągnął w 2003 roku, kiedy wspólnie z Aleksandrem Zubkowem, Siergiejem Gołubiowem i Dmitrijem Stiepuszkinem wywalczył brązowy medal podczas mistrzostw świata w Lake Placid w czwórkach. W tym samym składzie Rosjanie wywalczyli także srebrny medal podczas mistrzostw świata w Calgary w 2005 roku. W 1998 roku wziął udział w igrzyskach olimpijskich w Nagano, zajmując dziewiętnaste miejsce w czwórkach. Na rozgrywanych cztery lata później igrzyskach w Salt Lake City w tej samej konkurencji był szesnasty. Brał także udział w igrzyskach olimpijskich w Turynie, gdzie wspólnie z Aleksandrem Zubkowem, Filippem Jegorowem i Aleksiejem Wojewodą wywalczył srebrny medal w czwórkach.